# 文化放送A&Gゾーン
文化放送A&Gゾーン（ぶんかほうそうエーアンドジーゾーン）は、文化放送の地上波におけるアニラジ放送枠の総称。A&Gゾーンとも呼ばれる。
「A&G」は アニメのA・ゲームのG の頭文字 (Animation & Game) にちなむ。

## 概要
1991年（平成3年）4月14日、A&Gゾーン成立前からの長寿番組『ノン子とのび太のアニメスクランブル』が放送開始。
1992年（平成4年）4月、文化放送は、開局40周年とAMステレオ放送開始の記念事業として、アニメ・ゲーム系のラジオ番組の制作を増加させる。当時は日曜日に放送され、『ラジメーション・魔神英雄伝ワタル3』『ツインビーPARADISE』のように出演声優のDJ + アニメ・ゲーム原作のラジオドラマの構成となる番組が中心であった。
1994年（平成6年）4月、旧日本文化放送協会（NCB）としての開局以来続いていた『ラ講』が毎日の帯番組としては終了。この番組改編で日曜日に放送されていたアニメ・ゲーム系のラジオ番組の放送枠を移動した形で金曜日深夜に新設、さらに翌1995年（平成7年）には土曜日深夜にも新設、アニメ・ゲーム・声優の曲に特化したカウントダウン番組『SOMETHING DREAMS マルチメディアカウントダウン』を開始し、日曜日の放送も復活、アニメ・ゲーム系の番組編成を強化した。この時期、番組編成枠が「A&Gゾーン」として成立するようになった。野村邦丸によると、自身が面接官を務めていた入社試験（時期不明）ではA&G配属志願者が全体のおよそ8割に及んでいたという。
1997年（平成9年）10月、『超機動放送アニゲマスター』を放送開始。文化放送ディレクターであったおたっきぃ佐々木がメインパーソナリティを務め、次第に人気が出て時間を拡大、「A&Gゾーン唯一のワイド番組」となり、A&Gゾーンの中核となる番組として統括的立場にあった。
全民放AMラジオ局およびラジオたんぱ（現・ラジオNIKKEI）で同一内容が放送されていた『ゆく年くる年』では、文化放送が制作を担当した1997年（平成9年）から1998年（平成10年）にかけての放送において「ゆく年くる年〜夢見る力〜」と題し、A&Gゾーン主体の番組構成がなされ、日本全国に放送された。また、当時のA&Gゾーンキャッチコピー「Dream Power」にちなみ、イベント「Dream Power」を開催したり、当時のA&Gゾーンの番組のパーソナリティ約30人によるA・G・A・Sを結成し、佐々木作詞による歌「dream power-翼なき者たちへ-」のCDをリリース・先述のイベントなどで披露した。
中核番組の役割は、同じ放送枠（土曜21時 - 23時）にて『A&G 超RADIO SHOW〜アニスパ!〜』（2004年〜2015年）を経て、現在は『A&G TRIBAL RADIO エジソン』に、カウントダウン番組も『A&Gメディアステーション こむちゃっとカウントダウン』（2002年〜2023年）を経て、現在は『A&Gメディアステーション FUN MORE TUNE』に、それぞれ継承されている。また、2015年からは『エジソン』と『こむちゃっとカウントダウン』に加える形で生放送番組の拡充を進め、2015年6月末からは4人の男性声優が日替わりでパーソナリティを務める平日深夜の帯枠『ユニゾン!』シリーズ（2015年〜2018年）、『&CAST!!!アワー ラブナイツ!』を開始、2017年4月からはA&Gゾーン初の日曜昼ワイド番組となる『A&Gリクエストアワー 阿澄佳奈のキミまち!』を開始。『キミまち!』は2019年4月より土曜夜のワイド番組（19時 - 21時）へと変更され、『エジソン』『こむちゃっとカウントダウン』までA&G主軸の生ワイドが3番組5時間続くうえ、土曜日のA&Gゾーンは18時から翌日3時30分の9時間半に大幅強化された。
『キミまち!』は2022年3月26日をもって終了し、同枠の後番組は地上波と超!A&G+で異なる番組になると発表された。21時からの生ワイド2番組は継続されて、土曜日のA&Gゾーンが残るが、1995年から強化され続けた日曜日の一部の番組は2022年4月改編により改編対象となった。同改編では2008年の番組開始以来、超!A&G+のみの配信だった『花澤香菜のひとりでできるかな?』が地上波での放送を開始。超!A&G+の番組が地上波での放送を開始した最初の番組となった。
2023年4月改編では中核番組だった『こむちゃっとカウントダウン』が終了し、その後継番組として『A&Gメディアステーション FUN MORE TUNE』が開始、カウントダウン番組としての性質は残すものの収録番組に変更することにより、土曜夜の生ワイド番組は『エジソン』の2時間のみとなる。また、『CultureZ』終了後の火 − 金曜（月 - 木曜深夜）2時台及び従来からのA&Gゾーンである日曜（土曜深夜）2時30分 - 3時30分枠に「超!A&G+ピックアップ」という下位のゾーン編成を設け、超!A&G+の複数の番組が地上波での放送を開始することになった。同年7月改編では「ピックアップ」枠の一部番組の終了・時間変更を行うとともに、バーチャルYouTuberがパーソナリティを務める番組を3番組開始している。さらに同年10月改編でアイドルや声優、ゲーム実況配信者などによる新番組が開始するため、「ピックアップ」枠は日曜（土曜深夜）のみに縮小されたが、2024年4月改編でこのゾーン編成は終了となった。
2025年4月改編では、3月末で超!A&G+がサービスを終了したことに伴い、同サービスで配信していた番組の一部が地上波に移動して放送するようになった（文化放送の配信プラットフォーム「QloveR」内でリニューアルして開始する「超!A&G+チャンネル」 や他社プラットフォームへ移管する番組もあり）。特にこの改編では火 - 金曜（月 - 木曜深夜）3時・4時台に放送されたワイド番組『ARTIST FC』が終了し、同時間にワイド番組が無くなることから、この時間帯に集中して編成される。これにより、この改編での文化放送地上波でのA&G番組は新番組・移行番組あわせて12番組増の54番組が放送されることになった。
2021年3月31日までは独自のウェブサイトが存在したが、翌4月1日に一般番組サイトのリニューアルに併せて統合され、閉鎖された。

### A&GゾーンとI&Cゾーンとの関係
文化放送では、2021年4月から同局で制作・放送するアイドル・お笑い系タレントがパーソナリティを務める番組を強化させる一環として、これらの番組を「I&Cゾーン」として総称している。このうち、2024年4月現在放送中の『Snow Man 佐久間大介の待って、無理、しんどい、、』と、2025年は特別番組扱いの『Girls²ミサキとクレアのアニファン!』の2番組については、パーソナリティの佐久間大介（Snow Man）、 鶴屋美咲・増田來亜（ともにGirls2）自身がアニメやマンガなどに造詣が深く、番組の主旨だけでなくゲストや内包番組にもアニメ・マンガ・ゲーム・声優が絡んでいるため、A&Gゾーン番組としても扱われることがあるが、あくまでアイドルがパーソナリティを務める番組であることが優先されているため、文化放送公式サイトではI&Cゾーン番組として表記されている。こうしたA&Gにも関わる番組の公式サイトの記事はA&Gゾーンのサイトからもリンクが貼られている。また、2024年3月に終了した『内田理央のレコメン!FRIDAY』をリニューアルした『レコメン!Ａ』も同様の扱いとなっていた。

### A&Gゾーンをベースにした文化放送アニメビジネス
文化放送では、A&Gゾーンのコンテンツ力・A&Gゾーン番組を通して得たアニメ関連の人脈を利用して、以下のようなアニメ関連ビジネスにラジオ放送局の枠を超え進出している。
- 番組関連商品の開発及び、インターネットサイト「超!A&Gショップ」、文化放送アンテナショップ、各種アニメ関連イベントへの出展による販売。
- アニメ作品の「製作委員会」への参画（ペンギン娘♥はぁと、8月のシンフォニー -渋谷2002〜2003[12]、聖剣の刀鍛冶など）
- Animelo Summer Live（ドワンゴとの共催）、ランティス祭り（イベント実行委員会との共催）、声優アワードを始めとした声優等によるライブイベントの主催
- 2000年に設立されたアニメシアターXを運営する企業エー・ティー・エックス（AT-X）へ出資
- 2006年春に古舘プロジェクトと共同でラジオパーソナリティ・ラジオ制作スタッフ（構成作家、ディレクターなど）・イベントスタッフ・声優・歌手などを育成するA&Gアカデミーを開講
- 2006年7月7日にはドワンゴと合弁でアニメ・ゲームコンテンツ事業会社AG-ONEを設立。AG-ONEにはセントラルミュージックからA&G番組制作を移管するなどした。後継会社のMAGES.からは資本を引き上げているが、番組制作はMAGES.によって継続されている。
- 2012年5月、「文化放送エクステンド」設立。「神谷浩史・小野大輔のDear Girl〜Stories〜」等のメディアミックスや女性向けゲームブランド「extend」を展開。

### 番組制作会社について
A&Gゾーンの番組は、主にグループ外の株式会社AniToneが手掛けており、ごく一部に文化放送子会社である株式会社セントラルミュージック担当番組がある。
かつてはほとんどのA&G関連番組をセントラルミュージックが制作していたが、2006年に文化放送とドワンゴの合弁会社としてAG-ONEを設立し、この時にA&G関連番組の制作事業が一斉にセントラルミュージックから移管された。その後AG-ONEは2011年に5pb.と合併し株式会社MAGES.となり、2013年にドワンゴの完全子会社となって文化放送グループから離脱したが、MAGES.が制作している番組についてはセントラルミュージックには返還されず、そのままMAGES.が文化放送から委託を受けて制作を続けており、更に2024年にMAGES.からAniToneに事業売却されている。
セントラルミュージックが、2023年現在も担当するA&Gゾーン番組として、『水樹奈々 スマイルギャング』（元々AG-ONE/MAGES.に無関係の外部企業制作だった番組をセントラルミュージックに移管した）がある。

### 野球中継や報道特別番組への対応
平日の21時台の一部は、このゾーンにあてられており、野球中継が延長（最大は21時30分）した場合はそちらが優先され、番組の繰り下げ・休止が発生する（できるだけ『レコメン!』の放送時間短縮で対応することになる）。
2013年度からは『文化放送ホームランナイター』は原則として土曜日のみの放送（日曜日は一部の公式戦と日本シリーズのみ中継）となり、2019年度からは同番組のレギュラー放送の終了（土・日曜日共に日本シリーズのみ中継）によって、土・日曜日のA&Gゾーン各番組の放送を優先する方針に切り替わっている。ただし、野球中継がある場合は、その野球中継が延長した場合21時以降の番組の放送時間短縮や繰り下げ・休止が発生する。30分単位の収録番組については、番組ごとの休止頻度にバラツキが出ることになることから、公平さを持たせるために、ローテーションで休止優先順位が定められる。詳細は野球中継がある場合に事前に文化放送A&Gの公式サイトでお知らせしたり、A&Gもしくは各番組の公式Twitter→Xでも告知することになっている。
一方、オリンピック中継や国政選挙、東京都知事選挙の開票速報番組、大晦日の年越し番組が該当時間帯に編成される場合は、野球中継や有事の場合の報道特別番組とは異なり事前に放送時間が見越せることから該当特番と時間が重なる番組については極力休止せずに放送時間の変更、日曜日夜から月曜日未明の場合は放送休止時間の短縮により対応する。
2014年度までは『走れ!歌謡曲』日曜版が存在した2006年4月改編以前からの名残があり、翌日3時以降にA&Gゾーンの番組が編成されていても休止されることはなかった。2015年度になり翌日3時台の番組が分割されたことをきっかけにA&Gゾーンから外れる4時台を含めて5時までのすべての番組が休止ローテーションの対象となった。2016年から日曜20時30分はA&Gゾーンとなるが、当該時間はBOAT RACE SGまたはプレミアムG1優勝戦のナイター中継（『ボートレースラジオ実況中継』）の影響を受けることがあり、該当日は予め該当番組の放送時間を変更させている。

## 番組一覧
文化放送で現在放送されている、もしくは過去に放送されたアニメとゲーム(A&G)の番組の一覧を掲げる。
- [生]は生放送番組
- [他]は他局へのネット番組もしくは他局制作番組
- [RQ]はQloveRで同時配信されている番組
- [Q]はQloveRで先行・時差配信されている番組

### 現在放送されている番組
（2025年7月改編現在）
| 時刻   | 月曜日                            | 火曜日                                      | 水曜日                                           | 木曜日                                            | 金曜日                                                | 土曜日                                         | 日曜日                                           | 時刻   |
| ------ | --------------------------------- | ------------------------------------------- | ------------------------------------------------ | ------------------------------------------------- | ----------------------------------------------------- | ---------------------------------------------- | ------------------------------------------------ | ------ |
| 19:30  | 一般番組                          | 一般番組                                    | 一般番組                                         | 一般番組                                          | 一般番組                                              | 一般番組                                       | 魔法少女 まどか☆マギカ Radio Exedra              | 19:30  |
| 20:00  | 一般番組                          | 一般番組                                    | 一般番組                                         | 一般番組                                          | 一般番組                                              | 一般番組                                       | [他]READING WORLD                                | 20:00  |
| 20:30  | 一般番組                          | 一般番組                                    | 一般番組                                         | 一般番組                                          | 一般番組                                              | 一般番組                                       | [Q]樋口楓の こんな良い時間に 何してんねん!       | 20:30  |
| 21:00  | [他]青山二丁目劇場                | 一般番組                                    | 一般番組                                         | 一般番組                                          | 一般番組                                              | [生][RQ] A&G TRIBAL RADIO エジソン             | 一般番組                                         | 21:00  |
| 21:30  | 一般番組                          | 一般番組                                    | 一般番組                                         | 一般番組                                          | 斉藤壮馬 Strange dayS                                 | [生][RQ] A&G TRIBAL RADIO エジソン             | [Q]芹澤優と古賀葵の ヘブンバーンズ レディオ      | 21:30  |
| 22:00  | 一般番組                          | 一般番組                                    | 一般番組                                         | 一般番組                                          | E!Comic Jam                                           | [生][RQ] A&G TRIBAL RADIO エジソン             | 水瀬いのり MELODY FLAG                           | 22:00  |
| 22:30  | 一般番組                          | 一般番組                                    | 一般番組                                         | 一般番組                                          | スギ薬局presents 小野賢章のビビビ!                    | [生][RQ] A&G TRIBAL RADIO エジソン             | [Q]明治 presents 花澤香菜の ひとりでできるかな？ | 22:30  |
| 23:00  | 一般番組                          | 一般番組                                    | 一般番組                                         | 一般番組                                          | 下野紘・巽悠衣子の 小説家になろう ラジオ              | [他][RQ]A&G メディアステーション FUN MORE TUNE | 新テニスの王子様 オン・ザ・レイディオ            | 23:00  |
| 23:30  | 一般番組                          | 一般番組                                    | 一般番組                                         | 一般番組                                          | [Q]東京リベンジャーズ 相棒零泥威悪                    | [他][RQ]A&G メディアステーション FUN MORE TUNE | [他]水樹奈々 スマイルギャング                    | 23:30  |
| 翌0:00 | 一般番組                          | 一般番組                                    | 一般番組                                         | 一般番組                                          | 一般番組                                              | 宮野真守の RADIO SMILE                         | 白石晴香の ぽかぽかたいむ                        | 翌0:00 |
| 翌0:30 | 一般番組                          | 一般番組                                    | 一般番組                                         | 一般番組                                          | [他]東映公認 鈴村健一・ 神谷浩史の 仮面ラジレンジャー | 内田雄馬 Heart Heat Hop                        | 羊宮妃那の こもれびじかん                        | 翌0:30 |
| 翌1:00 | 小林千晃の PARTY×PARTY            | [Q]日笠・佐倉は 余談を許さない              | 一般番組                                         | 一般番組                                          | [他]堀江由衣の 天使のたまご                           | [他] 神谷浩史・小野大輔の DearGirl〜Stories〜  | 檜山沙耶のアニウラ ～アニメの 裏側を覗く～       | 翌1:00 |
| 翌1:30 | 一般番組                          | [Q]結城さくなに ツインテールが 似合うまで!  | 一般番組                                         | 一般番組                                          | 一般番組                                              | 田村ゆかりの 乙女心♡症候群                     | MOMO・SORA・SHIINA Talking Box                   | 翌1:30 |
| 翌2:00 | 一般番組                          | 一般番組                                    | [Q]リモしるの体験版                              | [Q]名取さなの 毒にも薬にも ならないラジオ         | 一般番組                                              | 鈴村健一の ラジベース                          | （放送休止枠）                                   | 翌2:00 |
| 翌2:30 | 一般番組                          | 一般番組                                    | [Q]まざべにの ミッドナイト ダブルピーク          | 本渡楓と 天津飯大郎の 「本渡上陸作戦」            | 一般番組                                              | [Q]Paradox Live Dope Radio                     | （放送休止枠）                                   | 翌2:30 |
| 翌3:00 | [他][Q]早見沙織の ふり〜すたいる♪ | [他][Q] QloveR SP                           | [他][Q] 斉藤壮馬・石川界人の ダメじゃないラジオ  | [他][Q]上田麗奈の ひみつばこ                      | 一般番組                                              | 一般番組                                       | （放送休止枠）                                   | 翌3:00 |
| 翌3:30 | [他][Q]東山奈央の ラジオ@リビング | [他][Q]小原好美の ココロおきなく            | [他][Q]夕実&梨沙の ラフストーリーは 突然に       | [他][Q]えなこの ○○ラジオ                          | 一般番組                                              | 一般番組                                       | （放送休止枠）                                   | 翌3:30 |
| 翌4:00 | [他][Q]葉山風花の Happy Lucky!    | [他][Q]指出毬亜の さしでがましい ようですが | [他][Q]伊達さゆりの 伊達にラジオ やってません!!! | [他][Q]サンセルモ presents 結婚式は あいのなか で | 一般番組                                              | 一般番組                                       | （放送休止枠）                                   | 翌4:00 |
| 時刻   | 月曜日                            | 火曜日                                      | 水曜日                                           | 木曜日                                            | 金曜日                                                | 土曜日                                         | 日曜日                                           | 時刻   |

1. ↑  隔週放送、未放送週は特番枠扱い。
2. ↑  週替わり編成。
  - 第1週：花宮莉歌の恋して♡らじお
  - 第2週：赤見かるびの「お笑いかるび塾」
  - 第3週：Crazy Raccoon Radio
  - 第4週：鈴原希実の明日はなんしちょっと?
  - 第5週：佐藤希の純粋でんぱ交友録

### 放送終了した主な番組
- [RAG+]は超!A&G+で同時配信されていた番組
- [AG+]は超!A&G+で時差配信されていた番組
- [継AG+]は放送・配信元が超!A&G+から移動してきた番組
- [移AG+]は放送・配信元が超!A&G+に移動した番組
- [移他]は放送・配信元が超!A&G+以外の局・インターネットラジオに移動となった番組
- [移不]はレギュラー放送から不定期放送へ移行した番組
- 平日深夜に放送した「超!A&G+ピックアップ」の番組は除く

| 形態           | 番組                                                                              | 開始日         |
| -------------- | --------------------------------------------------------------------------------- | -------------- |
| [移AG+]        | ノン子とのび太のアニメスクランブル                                                | 1991年4月14日  |
| [他]           | ラジメーション・魔神英雄伝ワタル                                                  | 1991年10月     |
| [他]           | 佐竹雅昭の覇王塾                                                                  | 1993年10月10日 |
| [他]           | ツインビーPARADISE                                                                | 1993年10月10日 |
| [他]           | 広井王子のマルチ天国                                                              | 1994年10月     |
|                | 井上喜久子のトワイライトシンドローム                                              | 1995年4月14日  |
| [他]           | SOMETHING DREAMS マルチメディアカウントダウン                                     | 1995年4月15日  |
| [他]           | もっと!ときめきメモリアル                                                         | 1995年4月15日  |
| [他]           | 久川綾のSHINY NIGHT                                                               | 1995年4月15日  |
| [他][AG+]      | 電撃大賞                                                                          | 1996年4月      |
| [他]           | 緒方恵美の銀河にほえろ!                                                           | 1996年4月7日   |
| [他]           | 勇者王への道                                                                      | 1997年4月      |
| [他]           | CLUB db                                                                           | 1997年6月7日   |
| [生][他]       | 超機動放送アニゲマスター                                                          | 1997年10月12日 |
|                | 飯塚雅弓のいたいのとんでけ!                                                       | 1997年10月12日 |
| [他]           | しんみち家の人々                                                                  | 1997年10月     |
|                | かっぺー・れーこのぴゅあぴゅあ!あいらんど                                         | 1998年7月10日  |
| [他]           | ラジオジュテーム                                                                  | 1998年10月     |
|                | ドリーム・ドリーム・パーティ                                                      | 1999年4月9日   |
| [他][AG+]      | ルビーにくちづけ                                                                  | 1999年4月9日   |
| [AG+]          | 智一・美樹のラジオビッグバン                                                      | 1999年4月11日  |
|                | 果てしなく青い、この空の下で…。                                                   | 2001年1月5日   |
| [他]           | シスター・プリンセス〜お兄ちゃんといっしょ                                        | 2001年10月7日  |
|                | 天使のしっぽホームパーティー                                                      | 2001年10月     |
|                | .hack//Radio 綾子・真澄のすみすみナイト                                           | 2002年4月7日   |
| [移他]         | RADIOアニメロミックス                                                             | 2002年4月13日  |
| [生][RAG+][他] | A&Gメディアステーション こむちゃっとカウントダウン                                | 2002年10月12日 |
| [他]           | 電撃G's Radio                                                                     | 2002年10月13日 |
|                | 小倉優子のウキウキりんこだプー!うるとらだっしゅ                                   | 2002年10月     |
| [移AG+]        | (有)チェリーベル                                                                  | 2003年4月1日   |
|                | 王立温泉ルリルラ                                                                  | 2003年4月5日   |
| [他]           | 田村ゆかりのいたずら黒うさぎ                                                      | 2003年4月6日   |
| [他][AG+]      | 集英学園乙女研究部                                                                | 2003年6月      |
|                | 純子と涼のアシタヘストライク!                                                     | 2003年7月      |
|                | ゆめりあ夢気分R-side                                                              | 2003年9月30日  |
|                | 仁美と有佳のどらごんデンタルクリニック                                            | 2004年3月31日  |
| [他]           | ATLUS presents めぐみゅうの神楽坂ハッピーチューナー                               | 2004年3月31日  |
| [生][RAG+][他] | A&G 超RADIO SHOW〜アニスパ!〜                                                     | 2004年4月3日   |
|                | ラグナロクオンライン THE RADIO                                                    | 2004年4月6日   |
| [他]           | ムギュッと!双恋♥                                                                  | 2004年7月4日   |
| [AG+]          | PONY CANYON STYLE まるなび!?                                                      | 2004年9月28日  |
| [他][移他]     | 野川さくらのマシュマロ♪たいむ                                                     | 2004年10月     |
|                | 松来未祐と金田朋子のRADIOデコピンないと2（※ラジオ関西で放送されていた番組が前身） | 2004年10月     |
| [AG+]          | BE YOURSELF                                                                       | 2005年1月2日   |
| [他]           | 白石涼子の聞かなきゃ☆そん♪Song!                                                   | 2005年3月31日  |
|                | セガサミーアワー はーい井上商店ですよ!                                            | 2005年4月6日   |
|                | 東京アニメセンターRADIO                                                           | 2006年4月5日   |
|                | アクターズゲイト 松来未祐のぷるるん大作戦!!                                       | 2006年10月8日  |
| [AG+]          | Voice of A&G 超ラジ!AM                                                            | 2007年4月8日   |
|                | 超!アニメロアワー                                                                 | 2007年7月28日  |
|                | avex presents 桃井はるこのニコニコRADIO                                           | 2007年4月5日   |
|                | avex presents 桃井はるこのフムフムRADIO                                           | 2007年4月7日   |
| [AG+]          | 福井裕佳梨・川本成のカニフラワー                                                  | 2007年4月8日   |
| [AG+]          | 小杉十郎太・野中藍 酒とバラの日々                                                 | 2007年10月5日  |
| [AG+]          | おまかせ探偵☆のとまみこ                                                           | 2007年10月6日  |
|                | マクロスFのラジオ番組シリーズ                                                     | 2008年1月4日   |
| [他]           | コードギアス るるくるステーション                                                 | 2008年4月5日   |
| [他]           | 桃井はるこの超!モモーイ                                                           | 2008年4月6日   |
| [移AG+]        | 12人の優しい殺し屋 side R                                                         | 2008年4月      |
|                | 金田朋子のミニミニミクロ電子幼稚園                                                | 2008年7月1日   |
| [AG+]          | 集英学園大学 マン研                                                               | 2008年7月5日   |
| [AG+]          | まみことよーこのお・ま・た・ん!?                                                  | 2008年7月6日   |
|                | 桃井はるこのはいはいラジオラジオ                                                  | 2009年4月11日  |
| [他][AG+]      | 小清水亜美と喜多村英梨のコンチェルトゲートパーティ                                | 2009年4月11日  |
|                | 平野綾★ミッドナイトレディオ                                                       | 2009年10月10日 |
|                | May'nのらじ☆たま                                                                  | 2009年10月10日 |
| [他]           | a-GENERATION                                                                      | 2010年4月10日  |
|                | 文化学院 presents 小西克幸・小川麻琴のぶんぶんシアター                            | 2010年4月11日  |
| [継AG+]        | 青山二丁目 太まん飯店                                                             | 2010年7月9日   |
| [AG+]          | コーエーテクモ Presents 小野坂昌也・竹本英史のネオロマ&無双                       | 2010年10月9日  |
|                | 豊永利行・内山昂輝の週刊サウンドウィング 〜音羽編集部〜                           | 2012年4月7日   |
| [他]           | GRANRODEOのDOKI×2ラジオジャンボリー                                               | 2012年4月8日   |
|                | DIVE II Station DIVE II you                                                       | 2013年4月5日   |
|                | 碧と彩奈のラ・プチミレディオ                                                      | 2013年4月7日   |
|                | 霧島レイ Navigates 沢城みゆきのRadio Drive!                                       | 2013年10月4日  |
|                | ユピテル presents 野島裕史・瀬戸麻沙美の霧島レイくらぶ                            | 2014年4月4日   |
| [他][AG+]      | 井口裕香・花澤香菜のチェンクロラジオ                                              | 2014年4月6日   |
| [継AG+]        | ゆいかおりの実♪                                                                   | 2014年4月6日   |
|                | 花澤香菜・雨宮天のRADIO GREE NIGHT                                                | 2014年10月5日  |
| [AG+]          | セガネットワークスアワー 緑川光・今井麻美・内田彩のチェンクロラジオ               | 2014年10月5日  |
| [他]           | 浅野真澄×山田真哉の週刊マネーランド                                               | 2015年3月30日  |
| [AG+]          | セガネットワークスアワー 村川梨衣・大坪由佳のムラツボ研究所                       | 2015年4月5日   |
| [他][RAG+]     | ニューギン presents 義風堂々!!〜音語り〜                                          | 2015年4月5日   |
|                | 西内ひろ・沢井美空のMissラジオ                                                    | 2015年4月5日   |
| [生][他]       | ユニゾン!                                                                         | 2015年6月30日  |
|                | miHoYo Presents 井口裕香の崩壊学園放送部                                          | 2015年7月4日   |
|                | ミリオンアーサーRADIO! ミリラジ!                                                  | 2015年10月3日  |
|                | ラジオ シュヴァルツェスマーケン                                                   | 2015年10月3日  |
|                | 鷲崎健・白井悠介のRadio X計画                                                     | 2015年10月3日  |
| [AG+]          | FgG presents 小松未可子と優木かなの★★★★★★                                         | 2015年10月3日  |
|                | 小松未可子・沢井美空・A応PのMiss ラジオ〜ミッドナイトカフェ〜                     | 2015年10月4日  |
|                | 日高里菜・大久保瑠美の「ALICE ORDER」ラジオーだー!                                | 2016年1月2日   |
| [他]           | 上坂すみれの♡（はーと）をつければかわいかろう                                     | 2016年4月2日   |
|                | マクロスΔ ゴリゴリラジオしちゃるかんねっ!                                         | 2016年4月2日   |
| [AG+]          | 〜TRUEのおもてなしラジオ〜 鶴松屋へようこそ                                       | 2016年4月2日   |
|                | スクエニ 第10BD開発局                                                             | 2016年4月2日   |
| [他]           | ニューギングループ Presents M・A・Oと鈴木                                         | 2016年4月3日   |
|                | 小松未可子・西山宏太朗 Twilight 〜夕凪のレストラン〜                              | 2016年4月3日   |
|                | せがあぷラジオ                                                                    | 2016年4月3日   |
|                | ご注文はラジオですか??                                                            | 2016年7月2日   |
|                | 井口裕香のトーキングすむすむ                                                      | 2016年7月3日   |
|                | ダイヤのA The RADIO                                                               | 2017年1月5日   |
|                | 安元洋貴・江口拓也のミクチャラジオ                                                | 2017年4月9日   |
| [生][RAG+]     | A&Gリクエストアワー 阿澄佳奈のキミまち!                                           | 2017年4月9日   |
| [RAG+]         | 大橋彩香のAny Beat!                                                               | 2017年4月9日   |
|                | 小倉唯のyui*room                                                                  | 2017年7月2日   |
|                | 冬馬由美&ランズベリー・アーサーのVALKYRIE -RADIO ANATOMIA-                        | 2017年7月7日   |
|                | けものフレンズ presents フレンズ探検隊                                            | 2017年10月4日  |
|                | バンドリ! ガルパラジオ with Afterglow                                             | 2017年10月6日  |
|                | PLAY TITAN presents 昌也・雄馬のG・A・P                                           | 2017年10月7日  |
|                | 西武鉄道 presents 平田広明・増田俊樹のこえさんぽ。                                | 2017年11月3日  |
|                | エブリスタ・マンガボックス presents 豊永・小松・三上の真夜中のラジオ文芸部        | 2018年1月4日   |
| [他]           | 柿原徹也・畠中祐 ボクらが君を幸せにするラジオ                                     | 2018年1月7日   |
| [AG+]          | Yostar presents 加隈亜衣のアズールレーディオ                                      | 2018年2月3日   |
| [生][他]       | ユニゾン!〜ジェネレーション〜                                                     | 2018年4月2日   |
|                | 山本希望・田中貴子のKING'S RAID"IO"!                                              | 2018年10月2日  |
| [生][他]       | &CAST!!!アワー ラブナイツ!                                                        | 2018年10月3日  |
|                | ドラガリアロスト ラジオキャッスル                                                 | 2018年10月5日  |
| [他]           | DAIV TO MUSIC                                                                     | 2018年10月5日  |
|                | Anison Days+                                                                      | 2018年10月6日  |
| [他][移AG+]    | &CAST!!!アワー クイーンズブレイド TRIANGLEスクランブル                            | 2019年1月6日   |
| [他]           | 鹿乃のかくかくしかじかありまして!                                                 | 2019年4月3日   |
| [生]           | RADIO UnoZero                                                                     | 2019年4月5日   |
| [AG+]          | 森久保祥太郎 presents IRONBUNNY'S ROCK ROCKER ROCKEST                             | 2019年4月6日   |
|                | FUN'S PROJECT LAB                                                                 | 2019年4月7日   |
|                | 内山夕実 朝井彩加のドラガリアロスト ラジオのお庭                                  | 2019年4月7日   |
| [生]           | 堀江由衣×浅野真澄の＃とれとれ                                                     | 2019年10月2日  |
|                | ANISON INSTITUTE 神ラボ!                                                          | 2019年10月4日  |
| [生][他]       | &CAST!!!アワー ラブバンケット! ANNEX                                              | 2019年10月7日  |
| [生][他][移不] | 楠木ともり The Music Reverie                                                      | 2020年4月4日   |
| [移AG+]        | にじさんじpresents リゼるるListen                                                 | 2020年4月5日   |
| [AG+]          | RADIO HAMAMATSUCHO                                                                | 2020年4月5日   |
|                | 江口拓也のラストオーダー                                                          | 2020年7月6日   |
|                | アニソンPARTY!                                                                    | 2022年4月3日   |
|                | ひょろっと男子たち                                                                | 2022年4月3日   |
| [移AG+]        | 小松未可子のSunday Share Night                                                    | 2022年4月3日   |
|                | 鴨の音                                                                            | 2022年10月2日  |
|                | よるステ!                                                                         | 2023年3月30日  |
|                | A&G TRACKS                                                                        | 2023年4月2日   |
| [移不]         | ぶいかふぇ♪                                                                       | 2023年7月7日   |
|                | 千代浦蝶美のちよっと夜更かししていかない?                                         | 2023年7月9日   |
|                | Liyuuが好きなリユウ                                                               | 2023年10月4日  |
| [RAG+]         | Aiming presents 加隈亜衣・森なな子のチームキャラバン ラジオベース                 | 2023年10月8日  |
|                | レコメン!G ドズル社放送局                                                         | 2024年10月3日  |
|                | ジャンプラのラジオ                                                                | 2024年10月6日  |
|                | あわしまマリンパーク presents 豊田萌絵＆小山百代のうみねとましろのマリントーク    | 2025年1月1日   |

## 過去のインターネット配信

### BBQR
文化放送のインターネットラジオ配信サイト・BBQRでもアニラジ番組があり、オンデマンド形式で配信されていた。現在はBBQRの配信は終了している。
かつてBSQR489が存在していた頃はそこで放送された番組の一部コーナーなどを抜粋したインターネットラジオ版も配信されていた。
2007年3月からは、地上デジタルラジオ放送DigiQ+N 93（2007年4月2日からはUNIQue the RADIO、9月以降は超!A&G+）のVoice of A&G Digital 超ラジ!の番組の一部を抜粋して配信するようになった。
2007年9月3日からは、地上デジタルラジオ放送超!A&G+のインターネットでの同時配信も開始された。同時に、BBQRのA&G番組が超!A&G+でも放送されるようになった。

### 超!A&G+
前述の地上デジタルラジオ実用化試験放送DigiQ+N 93 9301chのアニラジ枠を拡大する形で、同9302chでインターネットストリーミング再配信と同時にサービス開始。
デジタルラジオ実用化試験放送時代は、独自制作番組の放送やBBQR番組の再配信に加え、A&Gゾーン番組の再放送及び同時放送をしていた。
2011年3月に9302chでの実用化試験放送が終了と共にストリーミングサービスに1本化された際、A&Gゾーン番組の再放送は打ち切りとなり、独自制作番組の配信とAG-ON配信番組（A&Gゾーン番組の再配信番組含）の先行配信、土曜日夜21時 - 24時のA&Gゾーン中核2番組の同時配信を引き続き実施していた。

### AG-ON
2012年4月より、会員制のオンデマンドストリーミングサービス「AG-ON（エジオン）」が開始された。
AG-ONでは、オリジナルコンテンツや超!A&G+番組の再配信、超!A&G+番組関連コンテンツを配信しているほかラジオ大阪制作（1314 V-STATION放送）のアニラジの再配信を、有料または無料で実施していた。

### AG-ON Premium
2017年3月より、「AG-ON（エジオン）」の後継オンデマンド配信サイトとして、会員制のオンデマンドストリーミングサービス「AG-ON Premium（エジオン プレミアム）」が開始された。
AG-ON Premiumでは、超!A&G+で配信された番組や文化放送で放送された番組、その関連番組などを無料または有料にて配信していた。